# Pecq
Pecq (en való Pêk) és un municipi belga de la província d'Hainaut a la regió valona a cavall a l'Escalda, que hi és rectificat i canalitzat per a les necessitats del transport fluvial. El municipi és el resultat de la fusió dels municipis de Pecq, Warcoing, Hérinnes, Obigies i Esquelmes el 1976.
El primer esment data del 1108 en una butlla papal de Pasqual II.

## Localitats del municipi i dels voltants

Municipi de Pecq.

Pobles dels municipis veïns:
- a. Pottes (Celles),
- b. Molenbaix (Celles),
- c. Mont-Saint-Aubert (Tournai),
- d. Kain (Tournai),
- e. Ramegnies-Chin (Tournai),
- f. Bailleul (Tournai),
- g. Estaimbourg (Estaimpuis),
- h. Saint-Léger (Estaimpuis),
- i. Dottignies (Mouscron),
- j. Spiere (Spiere-Helkijn).

Seccions del mateix municipi :
- I Pecq,
- II Warcoing,
- III Hérinnes,
- IV Obigies,
- V Esquelmes.

## Agermanaments
- Manéglise (Alta Normandia)